# Jan-Olov Arman
Jan-Olov Arman, född 24 januari 1921 i Östersunds församling i Jämtlands län, död 15 februari 2018 i Trosa i Södermanlands län, var en svensk ingenjör.
Arman avlade 1945 civilingenjörsexamen vid Kungliga Tekniska högskolan. Han tjänstgjorde 1945–1949 vid Krigsflygskolan och blev 1947 flygingenjör av andra graden. Åren 1949–1959 var han förste flottiljingenjör och teknisk chef vid Södermanlands flygflottilj. Åren 1959–1964 var han chef för Flygplanssektionen vid Flygförvaltningen (från 1960 som flygdirektör av första graden) och 1964–1968 var han överingenjör och byråchef vid  Underhållsavdelningen där. Han erhöll 1963 tjänsteklass av överste i flygvapnet och 1970 tjänsteklass av överste av första graden. Åren 1968–1970 var han överingenjör och byråchef i Underhållsavdelningen i Huvudavdelningen för flygmateriel vid Försvarets materielverk och 1970–1982 chef för avdelningen.
Jan-Olov Arman invaldes 1976 som ledamot av Kungliga Krigsvetenskapsakademien. Han är gravsatt i minneslunden på Trosa stads kyrkogård.

## Utmärkelser
- Kommendör av Nordstjärneorden, 6 juni 1974.[4]